# Gare de Chaville-Rive-Droite
Ne doit pas être confondu avec Gare de Chaville-Rive-Gauche ou Gare de Chaville - Vélizy.
La gare de Chaville-Rive-Droite est une gare ferroviaire française de la ligne de Paris-Saint-Lazare à Versailles-Rive-Droite, située sur le territoire de la commune de Chaville, dans le département des Hauts-de-Seine en région Île-de-France.
Ouverte le 18 juillet 1840 par la Société anonyme du chemin de fer de Paris à Saint-Cloud et Versailles, c'est aujourd'hui une gare de la Société nationale des chemins de fer français (SNCF) desservie par les trains des lignes L (réseau Paris-Saint-Lazare) et U du Transilien. Elle se situe à une distance de 18,6 km de la gare de Paris-Saint-Lazare. Après une histoire chaotique entrainant plusieurs fermetures, elle ouvre définitivement aux voyageurs le 31 mai 1891.

## Situation ferroviaire

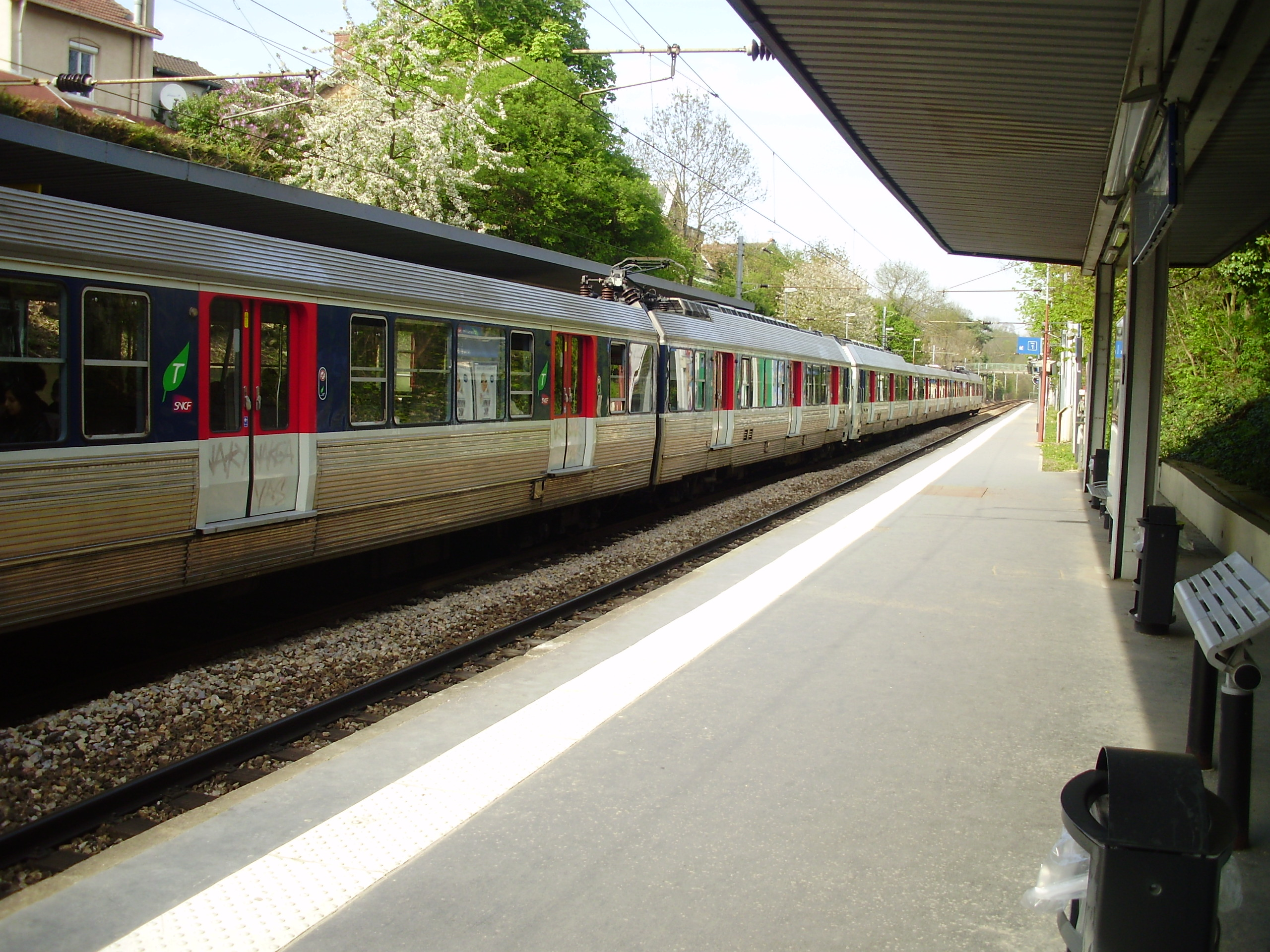
Une rame Z 6400 quitte la gare en direction de Paris-Saint-Lazare.

La gare de Chaville-Rive-Droite est située en déblai, au nord du centre-ville. Établie à 107 m d'altitude, elle se situe au point kilométrique (PK) 18,605 de la ligne de Paris-Saint-Lazare à Versailles-Rive-Droite. Elle constitue le douzième point d'arrêt de la ligne après Sèvres - Ville-d'Avray et précède la gare de Viroflay-Rive-Droite.

## Histoire

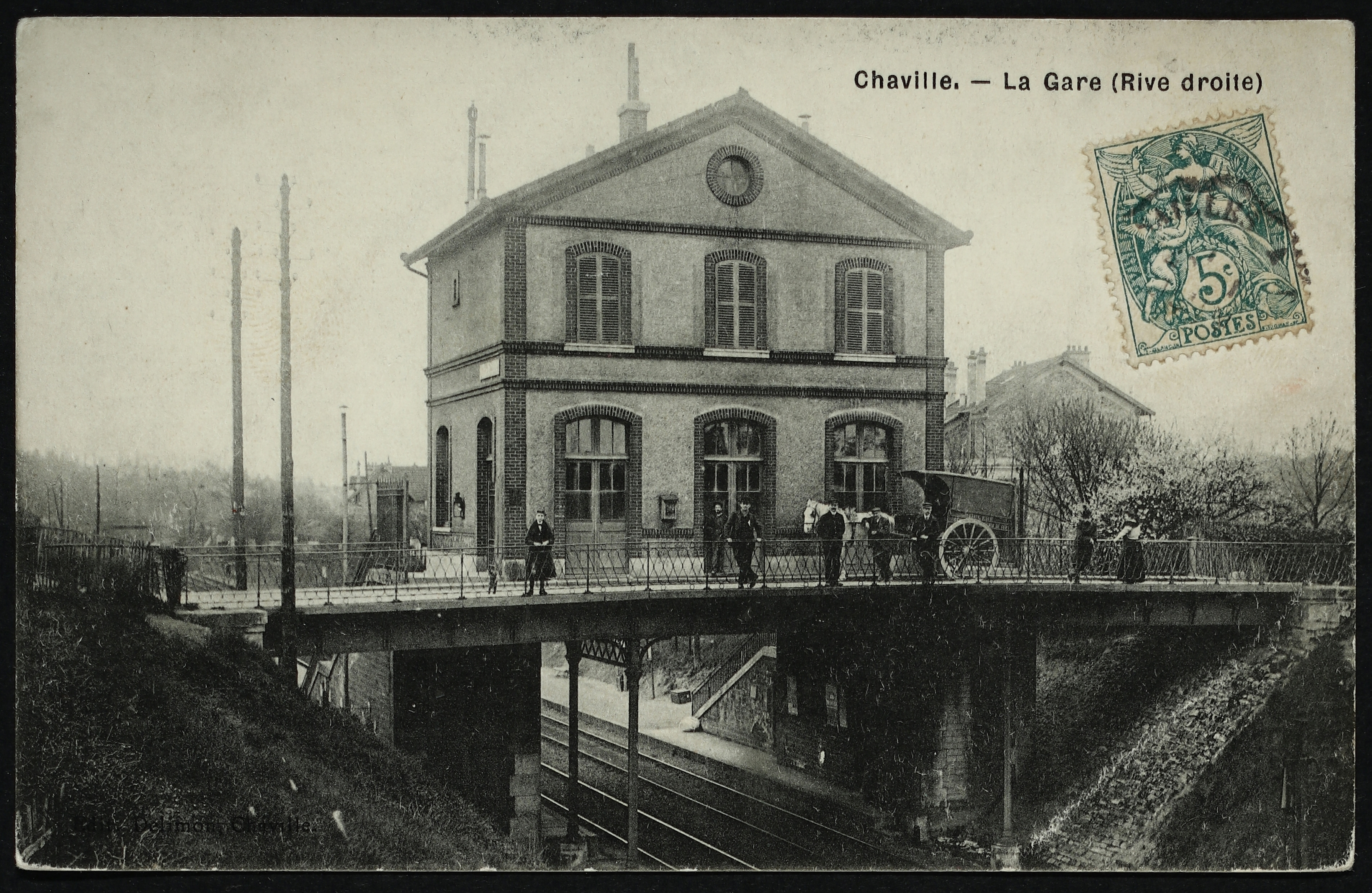
Chaville - La Gare (Rive droite).

La gare de Chaville-Rive-Droite ouvre le 18 juillet 1840 ; mais la fréquentation se révèle très vite décevante, avec vingt-trois voyageurs par jour durant les cinq premiers mois d'exploitation, puis seulement deux par jour en 1844. Faute de rentabilité, la Compagnie décide de fermer la station en novembre de la même année, en profitant du passage au service d'hiver pour supprimer, sans le moindre préavis, l'arrêt des trains. Le bâtiment des voyageurs est conservé, mais fermé au public. Durant les années qui suivent, les réclamations auprès de la compagnie et de l'administration s'accumulent, mais demeurent lettre morte.
En juin 1863, la gare rouvre au service avec une desserte médiocre, et pour abri une simple cabane en bois. La fréquentation reste faible, avec de sept à onze voyageurs quotidiens entre 1863 et 1865. La Compagnie sollicite donc la suppression du service voyageurs. Le Comité consultatif des chemins de fer est saisi du dossier, mais lors de sa séance du 16 octobre 1865, il doit trancher entre deux exigences contradictoires, la municipalité de Chaville l'ayant également saisi afin de demander une meilleure desserte. Il constate que les habitants peuvent aisément se rendre en gare de Sèvres - Ville-d'Avray ou en gare de Viroflay-Rive-Droite, gares encadrantes situées à faible distance. De plus, une autre gare est établie dans la commune, sur la ligne de la rive gauche, et Chaville est par ailleurs desservie par le tramway de Sèvres à Versailles. Le Comité tranche en conséquence en faveur de la Compagnie et propose la fermeture de la gare.
Toutefois, l'administration ne suit pas l'avis du comité, mais consent à laisser la station ouverte sur la demande de la municipalité. Elle n'est néanmoins desservie que par deux trains par jour, et un employé est dépêché quotidiennement de Ville-d'Avray. Mais durant la guerre franco-allemande de 1870, les installations de la gare sont détruites, ce qui entraîne une nouvelle fermeture. La municipalité renouvelle donc ses demandes de réouverture. Faute de réponse positive, elle propose en 1880 de participer aux frais de rétablissement par le biais d'une souscription auprès des habitants. La Compagnie rétorque que le coût de l'opération, s'élevant à cinquante mille francs, ainsi que les frais annuels d'exploitation, estimés à onze mille francs, sans compter la nécessité d'y installer un poste de cantonnement, dépassent ses moyens et ne donne pas suite à cette proposition.
Une nouvelle demande est formulée en 1887, mais reste elle aussi sans succès. Enfin, le dimanche 31 mai 1891, la gare est rouverte au trafic de tous les trains omnibus à destination de Versailles-Rive-Droite, soit un train par heure, ainsi qu'à deux trains quotidiens pour Versailles-Chantiers. Le prix du billet aller-retour Paris-Saint-Lazare de seconde classe s'élève à un franc et quatre-vingt centimes. Un nouveau bâtiment des voyageurs est érigé, sur le modèle de celui de la gare des Coteaux sur la ligne des Moulineaux : il est placé à cheval sur les voies, et accolé à un pont métallique de trois travées et de vingt-et-un mètres d'ouverture qui franchit les voies. Il s'en distingue cependant par une toiture différente avec deux pignons dotés d'un œil-de-bœuf.
Le 14 mai 1930, un décret ministériel autorise l'administration des chemins de fer de l'État à percevoir une taxe locale temporaire pour l'établissement, sur le quai de la voie 2, d'un abri à voyageurs en béton armé doté d'une marquise. La réélectrification de la ligne par caténaire 25 kV est fatale au bâtiment des voyageurs, qui est établi sur une dalle engageant le gabarit : il est détruit en avril 1976 et remplacé par un nouveau bâtiment, d'architecture banale, inauguré le 30 juin 1977,.
Le trafic montant quotidien ne dépasse pas quatre voyageurs en 1841, puis grimpe à 144 par jour en 1893. Il progresse et atteint 828 voyageurs en 1938, 2 570 en 1973 et enfin 3 500 voyageurs par jour en 2003.
En 2015, selon les estimations de la SNCF, la fréquentation annuelle de la gare est de 2 138 400 voyageurs.

## Fréquentation
| Année         | 2015      | 2016      | 2017      | 2018      | 2019      | 2020    | 2021      | 2022      | 2023      |
| ------------- | --------- | --------- | --------- | --------- | --------- | ------- | --------- | --------- | --------- |
| Fréquentation | 1 907 117 | 2 233 621 | 2 314 358 | 2 355 862 | 2 409 913 | 849 953 | 1 996 585 | 2 352 461 | 2 329 364 |

Ces chiffres sont uniquement ceux des voyageurs. Les non voyageurs ne sont donc pas compris.

## Services voyageurs

### Accueil

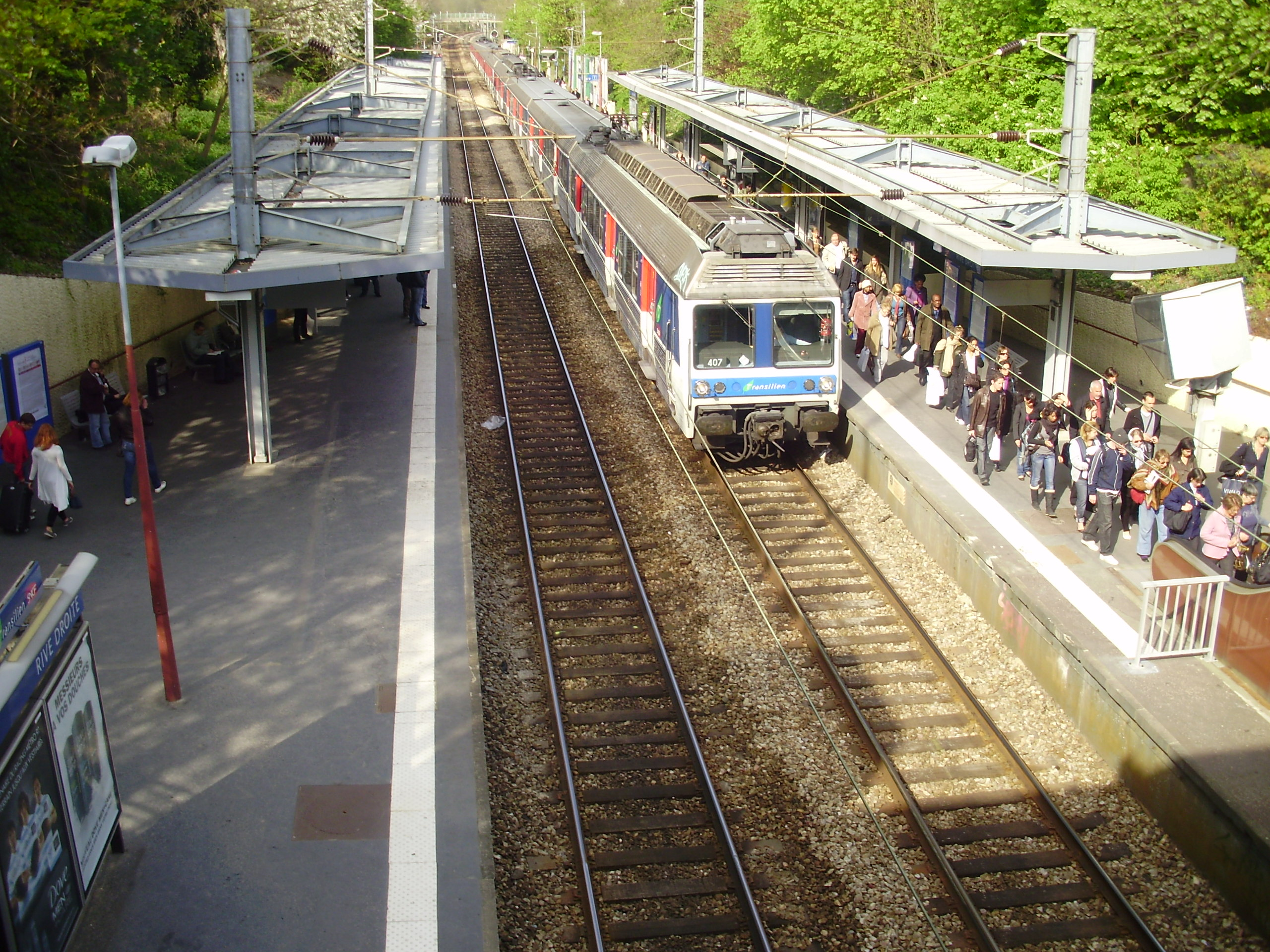
Vue générale des quais de la gare.

Un guichet est ouvert du lundi au samedi de 5 h 55 à 1 h 35 et les dimanches et jours fériés de 7 h 35 à 1 h 35). Un automate Transilien se situe sur le parvis de la gare, l'autre est situé dans le bâtiment voyageurs. L'accès aux quais peut s'effectuer par des ascenseurs (si un agent SNCF est présent dans la gare) ou des escaliers. Le quai vers Versailles-Rive-Droite comporte un escalator sens montée. Des portiques de contrôles des titres de transports équipent cette gare.
Un distributeur de boissons et de friandises est présent sur le quai vers Paris-Saint-Lazare. Une boîte aux lettres est située à gauche devant la gare. Le tri sélectif des déchets est possible dans la gare et sur les quais.
Un parc à vélos est situé à l'extérieur de la gare, et un parc relais gratuit de 91 places, dit Carnot, est aménagé pour les véhicules.

### Desserte
Elle est desservie par les trains de la ligne L du Transilien desservant la ligne de Versailles-Rive Droite, à raison (par sens) d'un train toutes les 15 minutes aux heures creuses, de 4 à 8 trains par heure aux heures de pointe et d'un train toutes les 30 minutes en soirée.
Le temps de trajet est, selon les trains, de 20 à 29 minutes depuis la gare de Paris-Saint-Lazare.
Jusqu'au 12 décembre 2015, les trains qui ne s'arrêtent pas en gare de Chaville-Rive-Droite sont ceux de la ligne U du Transilien reliant La Défense à La Verrière. Pour prendre la direction de La Verrière, un changement de train est nécessaire en gare de Saint-Cloud à moins de se rendre en gare de Chaville-Rive-Gauche et de prendre un train de la ligne N du Transilien en direction de Rambouillet.
Depuis le 13 décembre 2015, la gare est desservie par les trains de la ligne U.

### Correspondances
La gare est desservie par les lignes 6132, 6133 et 6134 du réseau de bus Vélizy Vallées, par la ligne 171 du réseau de bus RATP aux heures de pointe, par les lignes 469, Chavilbus et GPSO Bus des lignes de bus Grand Paris Seine Ouest. La nuit, la gare est desservie par la ligne N66 du réseau Noctilien.